# Henri Amat
Henri Amat (* 20. August 1813 in Marseille; † 30. Mai 1891 ebenda) war ein französischer Jurist und Politiker. Von 1871 bis 1876 und von 1878 bis 1881 war er Mitglied der Abgeordnetenkammer.
Amat, der ab 1848 als Anwalt in seiner Geburtsstadt Marseille arbeitete, lebte vor seiner politischen Karriere zeitweise in Italien. 1865 zog der Republikaner in den Stadtrat von Marseille ein. Mit der Gründung der Dritten Republik im Jahr 1871 gelang ihm der Einzug in die neu gegründete Abgeordnetenkammer, dem damaligen Parlament. Bei den Wahlen 1876 wurde er von François Raspail geschlagen, zog jedoch durch die Nachwahlen nach Raspails Tod 1878 wieder ins Parlament ein. Amat trat 1881 nicht zur Wiederwahl an.